# Katanga (provincie)
Katanga, van 1971 tot 1997 Shaba genoemd, was sinds 1910 een provincie van Belgisch Congo en, na de onafhankelijkheid van Congo. De hoofdstad was Elizabethstad (later Lubumbashi). De provincie had in 1998 een geschat aantal van 6.375.000 inwoners. In 2015 is de provincie ontbonden in de vier oude provincies Tanganyika, Opper-Lomami, Lualaba en Opper-Katanga. Katanga was economisch van groot belang voor Congo omwille van de bodemschatten. De ondergrond bevat o.a. grote voorraden koper, kobalt en uranium.

## Geschiedenis

### Yeke
Het koninkrijk Yeke werd opgericht door het Garanganze-volk in Katanga, en was onder het bewind van één koning, Msiri, actief van ongeveer 1856 tot 1891. Hoewel kort van duur, bereikte het koninkrijk een opmerkelijke status als een van de machtigste staten in Zuid-Centraal-Afrika, waarbij het een gebied van ongeveer een half miljoen vierkante kilometer beheerste, waaronder cruciale handelsroutes van oost naar west over het continent, aangezien andere routes werden geblokkeerd door de Kalahari-woestijn in het zuiden en het regenwoud in het noorden. Msiri verwierf deze controle door middel van het exploiteren van natuurlijke hulpbronnen, met name koper, evenals door de handel in slaven en ivoor in ruil voor wapens en munitie. Bovendien bouwde het koninkrijk sterke allianties op, onder meer met Portugese-Angolezen in Benguela, Tippo Tip in het noorden, Nyamwezi- en de Arabo-Swahili-handelaren in het oosten, en indirect met de sultan van Zanzibar, die over de handelaren aan de oostkust heerste.

### Onafhankelijke Congostaat
Katanga was van 1891 tot 1908 een provincie binnen de Onafhankelijke Congostaat. Het Comité Spécial du Katanga, opgericht in 1900 als een samenwerking tussen de Onafhankelijke Congostaat en de Compagnie du Katanga, fungeerde als het bestuursorgaan van de regio. Hierdoor verkreeg Katanga een quasi-autonome status. Na de oprichting van Belgisch-Congo in 1908 werden deze autonome bevoegdheden ingetrokken en vervolgens in 1910 overgedragen aan de provinciale gouverneurs.

### Belgische overheersing
Eens onder Belgische controle werden de mijnen van Katanga nog veel zwaarder geëxploiteerd. Zo ontwikkelde deze provincie veel verder dan de rest van het land. Het bedrijf dat de mijn uitbaatte (de Union Minière du Haut-Katanga) had huurlingen en bewakers (de beruchte Katangese gendarmes) in dienst die de plaatselijke bevolking moesten bedwingen en het transport van mijnproducten naar de rest van het land veilig laten verlopen. Hiertegen kwamen de Luba in opstand, dikwijls met de dood tot gevolg.
In 1915 werd bij Shinkolobwe een enorme voorraad pekblende en andere uraniummineralen ontdekt, van een kwaliteit die nog nooit eerder elders ter wereld was aangetroffen en die sindsdien ongeëvenaard is gebleven. De Union Minière du Haut-Katanga hield deze ontdekking echter geheim. Pas na het einde van de Eerste Wereldoorlog werd in Olen een fabriek gebouwd en werd het geheim opgeheven met de aankondiging van de productie van het eerste gram radium uit de pekblende in 1922. Tegen het begin van de Tweede Wereldoorlog hadden de mijnbouwbedrijven zoveel macht verworven dat ze als een soort staat binnen Belgische Congo functioneerden. De Shinkolobwe-mijn bij Jadotstad speelde een centrale rol in het Manhattanproject.

### Katangese secessie
Katanga was tussen 1960 en 1963 een onafhankelijke staat, na een secessie van de Republiek Congo. De president in deze korte periode was Moïse Tshombe, van de CONAKAT-partij. Hij riep op 11 juli 1960 de onafhankelijkheid van de rijke mijnprovincie uit. In deze korte periode werd de premier van Congo, Patrice Lumumba, vermoord in Katanga.

### Provincie van Congo
Nadien werd het land opnieuw een provincie van Congo. In een poging om een Congolese nationale identiteit te bevorderen en afstand te nemen van koloniale invloeden, hernoemde de Zaïrese president Mobutu op 1 juni 1972 de provincie Katanga naar Shaba als onderdeel van zijn 'authenticité'-beleid. De naam Shaba is afgeleid van het Swahili-woord voor 'koper'. De naamswijziging werd gezien als een stap om de provincie een meer Congolese identiteit te geven en de Belgische invloed te verminderen.

#### Opstand in Shaba
In 1977 en 1978 lanceerde het Congolese Nationale Bevrijdingsfront (FNLC) invasies in de provincie Shaba van Zaïre vanuit Angola, met als doel het omverwerpen van het regime van Mobutu. De eerste invasie in 1977 zag de FNLC oprukken tot Franse interventie hen terugdreef. Mobutu beschuldigde MPLA, Cuba en de Sovjet-Unie van betrokkenheid, wat leidde tot toenemende banden met Frankrijk. Het ontslag van John Stockwell bij de CIA benadrukte Amerikaanse terughoudendheid om Mobutu te steunen. In 1978 veroverde een tweede invasie Kolwezi, wat leidde tot Amerikaanse, Franse en Belgische samenwerking om de FNLC terug te dringen. Dit leidde tot een vredesakkoord in 1979, waarbij de steun voor opstanden in beide landen werd beëindigd.

#### Eerste Congolese Burgeroorlog
De Eerste Congolese Burgeroorlog was een belangrijk keerpunt in de geschiedenis van het land. Deze conflictperiode, gekenmerkt door gewapende opstanden en buitenlandse interventies, leidde uiteindelijk tot de val van president Mobutu Sese Seko, die decennialang aan de macht was geweest. Rebellenleider Laurent-Désiré Kabila, zelf afkomstig uit Katanga leidde een coalitie van rebellen en buitenlandse troepen tegen Mobutu's regime. De oorlog culmineerde in de verovering van Kinshasa door de rebellen in mei 1997, waarna Mobutu gedwongen werd af te treden en in ballingschap te gaan. Kabila werd de nieuwe president van Congo en de naam van de provincie Shaba werd later dat jaar opnieuw veranderd in Katanga als onderdeel van politieke en symbolische veranderingen die het tijdperk van Mobutu wilden overstijgen.

#### Opdeling van Katanga
In 2005 werd in de nieuwe grondwet gespecificeerd dat Katanga zou worden opgesplitst in afzonderlijk bestuurde provincies. De geplande ingangsdatum was februari 2009, maar pas in 2015 werd de provincie Katanga opgesplitst in de constitutionele provincies Tanganyika, Opper-Lomami, Lualaba en Opper-Katanga.
Milities zoals de Mai Mai Kata Katanga onder leiding van Gédéon Kyungu Mutanga vochten voor de afscheiding van Katanga, en zijn groep nam kortstondig de provinciale hoofdstad Lubumbashi over in 2013.

## Vergelijking tussen de historische en de hedendaagse provincie
| Belgisch-Congo  | Belgisch-Congo | Belgisch-Congo | Belgisch-Congo | Republiek Congo           | Republiek Congo          | Republiek Zaïre          | Republiek Zaïre | Democratische Republiek Congo | Democratische Republiek Congo |
| 1908            | 1919           | 1932           | 1947           | 1963                      | 1966                     | 1971                     | 1988            | 1997                          | 2015                          |
| 22 districten   | 4 provincies   | 6 provincies   | 6 provincies   | 21 provincies + hoofdstad | 8 provincies + hoofdstad | 8 provincies + hoofdstad | 11 provincies   | 11 provincies                 | 26 provincies                 |
| --------------- | -------------- | -------------- | -------------- | ------------------------- | ------------------------ | ------------------------ | --------------- | ----------------------------- | ----------------------------- |
| Tanganika-Moero | Katanga        | Elisabethstad  | Katanga        | Noord-Katanga             | Katanga                  | Shaba                    | Shaba           | Katanga                       | Tanganyika                    |
| Tanganika-Moero | Katanga        | Elisabethstad  | Katanga        | Noord-Katanga             | Katanga                  | Shaba                    | Shaba           | Katanga                       | Opper-Lomami                  |
| Lulua           | Katanga        | Elisabethstad  | Katanga        | Lualaba                   | Katanga                  | Shaba                    | Shaba           | Katanga                       | Lualaba                       |
| Opper-Luapula   | Katanga        | Elisabethstad  | Katanga        | Oost-Katanga              | Katanga                  | Shaba                    | Shaba           | Katanga                       | Opper-Katanga                 |
| Lomami          | Katanga        | Lusambo        | Kasaï          | Lomami                    | Oost-Kasaï               | Oost-Kasaï               | Oost-Kasaï      | Oost-Kasaï                    | Lomami                        |

## Economie
Al voor de komst van de Europeanen werden de bodemschatten geëxploiteerd door de lokale bevolking. De mijnen van Katanga leveren het meeste koper, kobalt, uranium, zink, cadmium, zilver, germanium, steenkool, goud, ijzer, mangaan en tin van Congo. De mijnbouw zorgde ervoor dat Katanga het meest geïndustrialiseerde deel van Congo werd, buiten de hoofdstad Kinshasa. Daarnaast bleven ook de landbouw (katoen, tabak, maïs, groenten) en de veeteelt belangrijk.